# Ажурне в'язання

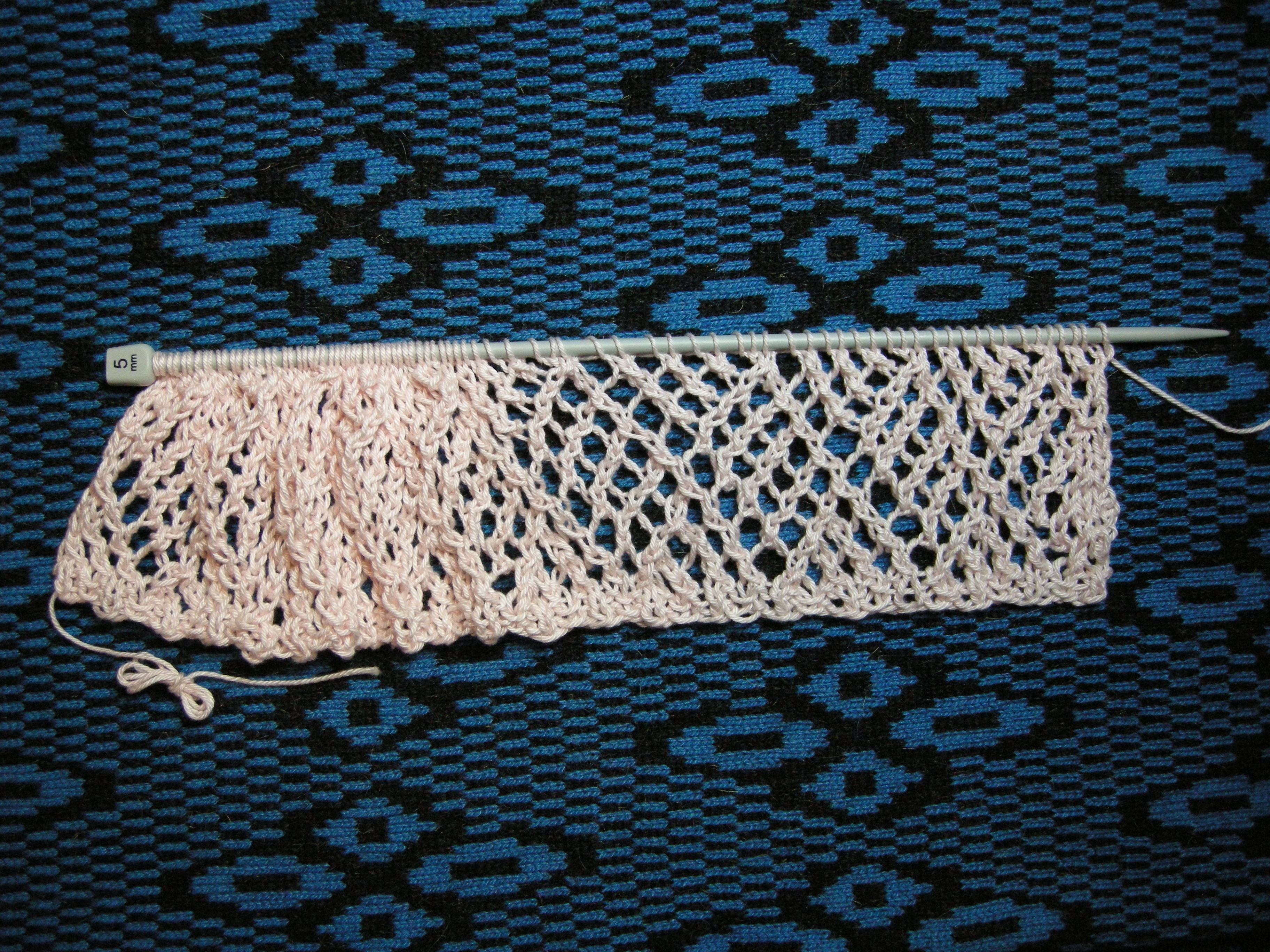

Ажурне в'язання — це найдавніший вид рукоділля. Техніку ажурного в'язання застосовують при виготовленні серветок, скатертин, прикрас для пасхальних яєць тощо. Для ажурного в'язання найкраще використовувати тонку бавовняну пряжу. Ажурні візерунки здебільшого в'яжуться не тільки спицями,а й гачком. 